# Hexen 2
Hexen II ist ein Ego-Shooter in einem Dark-Fantasy-Szenario des amerikanischen Entwicklerstudios Raven Software aus dem Jahr 1997. Verlegt wurde es von id Software und durch Activision distribuiert. Es war das dritte Spiel der aus Heretic und Hexen bestehenden Spielereihe und zugleich das letzte der Schlangenreiter-Trilogie. Das für Windows und Mac OS veröffentlichte Spiel verwendete als erstes Spiel außerhalb von id Software eine modifizierte Quake-Engine und bot sowohl Einzelspieler- als auch Mehrspieler-Inhalte. 1998 erschien ein spielerisch abgewandelte Fortsetzung der Spielreihe unter dem Titel Heretic 2.

## Handlung
Hexen II setzt die Handlung vom Kampf gegen die Schlangenreiter aus Heretic und Hexen fort. Nach dem Sieg über D’Sparil und Korax gilt es eine weitere Spielwelt, Thyrion, von der Herrschaft des letzten Schlangenreiters Eidolon zu befreien. Er ist der älteste und mächtigste der drei Schlangenreiter und wird von vier Generälen unterstützt, die eine Referenz an die Vier Reiter der Apokalypse sind. Um sie zu besiegen, reist die Spielfigur auf vier unterschiedliche Kontinente, die unterschiedlichen historischen Zeit- und Kulturräumen nachempfunden sind: das mittelalterliche Europa in Blackmarsh, Mesoamerika in Mazaera, das Alte Ägypten in Thysis und die griechisch-römische Antike in Septimus. Nach dem Sieg über die Generäle trifft der Spieler in Blackmarsh auf Eidolon selbst und muss ihn in seiner Kathedrale besiegen.

## Spielprinzip
Das Spielprinzip von Hexen II ähnelt dem des ursprünglichen Hexen. Statt drei Klassen gibt es in Hexen II vier. Jede Klasse besitzt eigene Waffen und einen individuellen Spielstil: Paladin (offensiver Spielstil), Kreuzritter (defensiv), Assassine (heimlicher Spielstil) und Nekromant (Magie).
Hexen II fügt dem Shooter-Spielprinzip gewisse Elemente aus Rollenspielen hinzu. Jede Figur besitzt eine Reihe von Statistikwerten, die sich mit zunehmender Erfahrung verbessern. Das bedeutete für den Spielercharakter einen Stärkezuwachs, da die Zahl der Trefferpunkte und des Mana-Vorrats ansteigt. Wie im Vorgänger, sind die Level eines Handlungsabschnitts untereinander verknüpft. Änderungen in einem Level können Auswirkungen auf andere haben.
Zu den Verbesserungen gegenüber Hexen und Quake zählen zerstörbare Umgebungen und steigerungsfähige Fähigkeiten. Das Buchartefakt „Tome of Power“ aus Heretic ist ebenfalls wieder enthalten.

## Entwicklung
Die ursprüngliche Planung sah ein Spiel mit dem Titel Hecatomb als Abschluss der Trilogie von Heretic und Hexen vor. Nachdem John Romero 1996 id Software verlassen hatte, wurde dies wieder verworfen. Der damalige Distributor Activision drängte Raven Software, die Entwicklung von Hecatomb auf zwei unterschiedliche Spiele aufzusplitten, Hexen II und Heretic II. Activision argumentierte, dass sich die bisherigen Titel ausreichend unterschieden, um als eigenständige Titel wahrgenommen zu werden. Darum empfahl man eine Fortsetzung zu jedem Titel anstatt eines einzelnen abschließenden Teils. Am Ende fanden sich nur noch wenige Ideen von Romeros Hecatomb-Konzept in Hexen II und Heretic II wieder.
Hexen II basiert auf einer verbesserten Version der Quake-Engine. Aus diesem Grund verwendet das Spiel die Schnittstelle OpenGL für 3D-Beschleunigung. Da zum Zeitpunkt der Veröffentlichung Grafikkarten des Herstellers 3dfx mit ihrer alternativen Technik vorherrschend waren, installiert die Windows-Version eine speziell für 3dfx-Hardware angepasste Treibervariante von OpenGL (opengl32.dll). Dieser Treiber agiert als Wrapper für die proprietäre Glide-Schnittstelle und ist dadurch ausschließlich mit 3dfx-Grafikkarten kompatibel. Die Grafikkartenhersteller PowerVR und Rendition veröffentlichten eigens konzipierte OpenGL-Treiber für die Verwendung von Hexen II mit ihren Produkten. Entfernt man die angepasste OpenGL-Version, greift das Spiel auf die standardmäßige OpenGL-Systembibliothek zurück. Ein Großteil der Musik besteht aus Remixes des Soundtracks von Hexen und Heretic.
Activision erwarb die Rechte für Portierungen des Spiels auf die Konsolen PlayStation und Sega Saturn. Diese wurden jedoch nie realisiert. 2007 wurden das Spiel auf Steam erneut veröffentlicht.

### Siege
Raven Software entwickelte zum Spiel eine Modifikation namens Siege und veröffentlichte sie 1998 für die als HexenWorld bezeichnete überarbeitete QuakeWorld-Mehrspieler-Architektur. Das Konzept sah vor, das normale Deathmatch zugunsten einer Teamplay-Burgbelagerung zu ersetzen. Die Grundidee war die Aufteilung der Spieler in zwei Teams, Angreifer und Verteidiger. Nach Ablauf eines Zeitlimits gewinnt das Team, das die Krone kontrolliert. Die Mod verwendet passende Objekte aus dem Einzelspieler-Part des Spiels, bspw. Katapulte und Ballisten. Die Klassen wurden dagegen stark verändert, mit neuen Waffen und Fähigkeiten im Vergleich zum normalen Deathmatch.

### Veröffentlichung des Quellcodes
Wie bereits bei Heretic und Hexen veröffentlichte Raven den Quellcode der Hexen-2-Engine am 10. November 2000 unter der GNU General Public License. Dadurch konnte das Spiel auf verschiedene Systeme wie Linux und die Dreamcast portiert werden.

## Mission Pack: Portal of Praevus
Am 31. März 1998 brachte Raven die Spielerweiterung namens Hexen 2 Mission Pack: Portal of Praevus heraus. Es enthält neue Levels, gegnerische Kreaturen und eine neue spielbare Charakterklasse der Demoness. Die Handlung dreht sich um den Versuch einer Wiedererweckung der drei Schlangenreiter durch den bösartigen Magier Praevus. Schauplatz ist der fünfte Kontinent Tulku, der sino-tibetanisch gestaltet ist. Anders als das Hauptprogramm wurde das Spiel nicht von id Software veröffentlicht und fehlte daher in späteren Wiederveröffentlichungen.
Zum Umfang der Erweiterung gehörten unter anderem neue Quest-Gegenstände, neue Gegnertypen und neue Waffen für die Demoness. Sie ist die einzige Spielerklasse, die – ähnlich wie der Magier im ersten Hexen – mit einer Fernkampfwaffe beginnt. Das Add-on brachte auch einige kleinere Verbesserungen der Game Engine, meist bezogen auf das Benutzerinterface, Level Skripte, Partikeleffekte (Regen oder Schnee) und 3D-Objekte. Daneben enthält Portal of Praevus einen geheimen Level mit wiederkehrenden Gegnern. Der einzige veröffentlichte Patch für die Erweiterung fügte im Schwierigkeitsgrad Alptraum wiederkehrende Gegenstände (Gesundheit, Munition) hinzu.

## Rezeption
„Diejenigen, die ein großes Waffenarsenal bevorzugen und nur durch Gänge schleichen, um Horden von Monstern abzuschlachten, sind mit ‚Hexen 2‘ – zumindest was den Einzelspielermodus anbelangt – sicherlich schlecht bedient. Falls man sich jedoch nicht davor fürchtet, seine kleinen grauen Zellen anzustrengen, bekommt man mit diesem Programm eine gelungene Fortsetzung kredenzt, die durch umfangreiche Level, eine hervorragende Grafik und das erweiterte Charaktersystem überzeugen kann.“

Gemäß Erik Bethke war Hexen 2 mit Verkaufszahlen um die 30.000 Einheiten kein kommerzieller Erfolg.